# Chiến tranh Nga–Ba Tư (1826–1828)
Chiến tranh Ba Tư-Nga giai đoạn 1826 - 1828 là một cuộc chiến diễn ra giữa Đế quốc Nga và Đế quốc Ba Tư vào trong giai đoạn từ năm 1826 đến 1828. Đây là cuộc chiến tranh cuối cùng trong một loạt các cuộc xung đột giữa Đế quốc Nga và Đế quốc Ba Tư.
Sau khi Nga và Ba Tư ký kết Hiệp ước Gulistan, kết thúc cuộc chiến Nga-Ba Tư năm 1813, hoà bình đã được lập lại ở vùng Kavkaz trong mười ba năm. Tuy nhiên, vua Ba Tư là Fath Ali Shah Qajar luôn yêu cầu các nước đế quốc phương Tây viện trợ, và nghe theo lời khuyên của các cố vấn Anh Quốc - họ đã ép ông phải chiếm lại các vùng lãnh thổ bị mất vào tay Quân đội Nga và họ đã cam kết hỗ trợ cho cuộc chiến tranh của ông. Vấn đề này đã được quyết định vào mùa xuân năm 1826, khi nhà vua nghiêng về phái chủ chiến của Hoàng tử Abbas Mirza trong triều đình Tehran. Nhà vua truyền lệnh cho quản thúc tại gia chánh sứ Nga là Aleksandr Sergeyevich Menshikov.